# Plaggenburg (Aurich)
Plaggenburg ist ein Ortsteil der Kreisstadt Aurich im Landkreis Aurich in Ostfriesland, Niedersachsen. Seit der niedersächsischen Gemeindereform, die am 1. Juli 1972 in Kraft trat, gehört Plaggenburg zu Aurich. Plaggenburg liegt im Nordosten der Kreisstadt und ist nach Fläche der fünftgrößte Stadtteil.

## Geschichte
Durch die Gemarkung der Ortschaft führten bereits in der Bronzezeit Wege auf jenen natürlichen Erhebungen, wo die Geest aus den umliegenden Mooren herausragte. Sie waren Teil eines Wegenetzes, das den Auricher Raum mit dem Wittmunder Raum verband. Rekonstruiert wurde dieses Wegenetz in den 1950er-Jahren von Archäologen anhand aufgefundener Artefakte.
Der Ort selbst wurde 1777 als Moorkolonie gegründet, worauf auch der Ortsname hinweist: Die ersten, durchweg ärmlichen Häuser waren eher Hütten und wurden aus Plaggen errichtet. Die ersten Siedler waren sechs Familien (Johann Zöller, Friderich Friederich, Sebastian Friederichs, Christian Götz, Jacob Sandomer und Adam Reuß), die ursprünglich aus der Pfalz stammten. Über eine Zwischenstation am Niederrhein kamen sie nach Ostfriesland. Der Ort wuchs in den ersten Jahrzehnten recht schnell, für 1812 sind bereits 215 Einwohner bezeugt. Im 19. und frühen 20. Jahrhundert gewann Plaggenburg weiterhin Einwohner hinzu, bis 1939 war die Zahl der Bewohner auf 979 angestiegen. Durch die Aufnahme von Ostflüchtlingen nach dem Krieg wurde die Marke von 1000 Einwohnern durchbrochen, die seither auch nicht wieder unterschritten wurde. Mit Stand 2008 hat Plaggenburg 1475 Einwohner. Nach dem Zweiten Weltkrieg setzte ein spürbarer Strukturwandel ein: Wegen der Mechanisierung in der Landwirtschaft nahm die Zahl der Beschäftigten in diesem Sektor immer weiter ab. Schon vor der Eingemeindung in die Stadt Aurich war die Kreisstadt das Ziel vieler Pendler aus Plaggenburg geworden.

## Politik

### Ortsrat
Der Ortsrat, der die Auricher Ortsteile Dietrichsfeld, Pfalzdorf und Plaggenburg gemeinsam vertritt, setzt sich aus fünf Mitgliedern zusammen. Die Ratsmitglieder werden durch eine Kommunalwahl für jeweils fünf Jahre gewählt. Die aktuelle Amtszeit begann am 1. November 2021 und endet am 31. Oktober 2026.

Bei der Kommunalwahl 2021 ergab sich folgende Sitzverteilung:
| Ortsrat 2021Insgesamt 5 Sitze - SPD: 3 - CDU: 2 |

### Ortsbürgermeister
Ortsbürgermeister ist seit der Kommunalwahl 2021 Wolfgang Kahmann (SPD).

## Kultur und Sehenswürdigkeiten

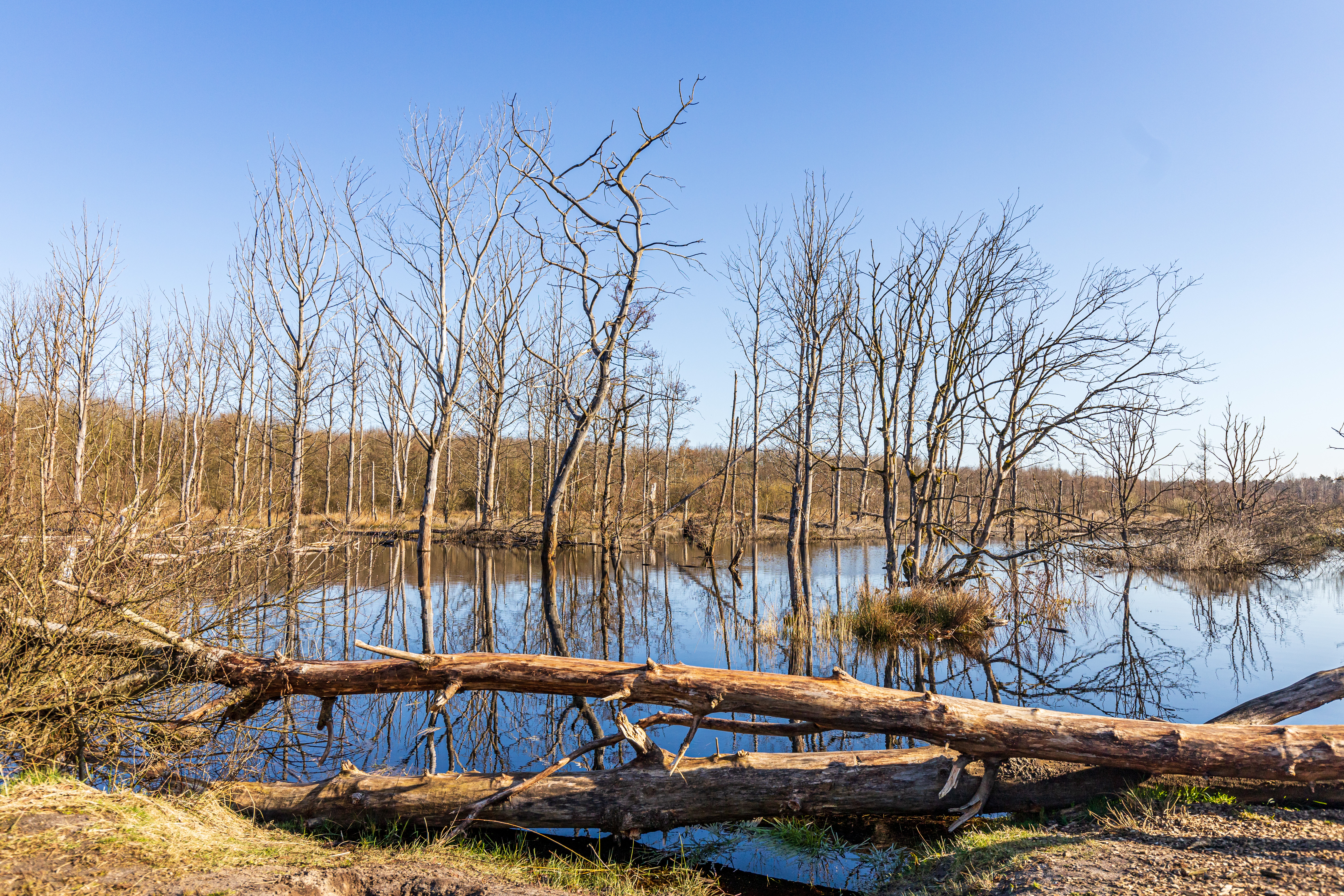
Der Moorwald Plaggenburg

- Zu den nennenswerten öffentlichen Gebäuden gehört die lutherische Andreaskirche, die 1904 errichtet und in den Jahren 1952 sowie 1970 bis 1973 renoviert und erneuert wurde. Sie ist eine von nur zwei Kirchen im weiträumigen und nur dünn besiedelten Nordosten der Kreisstadt. Benannt ist die Kirche nach dem Apostel Andreas.
- Im „Pfälzerhaus“ wird die Geschichte der Siedler aus der Pfalz dargestellt, die sich im späten 18. Jahrhundert in Plaggenburg und später in den Nachbarorten Dietrichsfeld und Pfalzdorf niederließen. Es handelt sich bei dem Gebäude um den ältesten Gulfhof des Ortes aus dem Jahr 1785. Er wurde mehr als 200 Jahre lang von der Familie Wendeling bewohnt und wird seit dem Jahr 2000 von einem Förderverein erhalten.
- Der Moorwald Plaggenburg entsteht auf einer rund 88 Hektar großen Kompensationsfläche. Das Gebiet ist vollständig im Eigentum der Niedersächsischen Landesforsten. Die im Winter 2009 begonnenen Arbeiten an dem Wiedervernässungsprojekt sollen zehn Jahre dauern. Zu Beginn der Renaturierung wurden die Gräben in dem Gebiet verschlossen. Der Wasserstand im Boden konnte so um bis zu 1,5 Meter angehoben werden.[6]

## Wirtschaft und Infrastruktur
Durch Plaggenburg führt die B 210 (Emden–Wilhelmshaven). Die Ortsdurchfahrt ist in den 1990er-Jahren zurückgebaut worden, dabei wurden Verkehrsinseln zur Verkehrsberuhigung angelegt.
Der Schulbezirk der Grundschule Pfälzerschule deckt nicht nur den Ort, sondern auch die Nachbarorte Pfalzdorf und Dietrichsfeld ab. In dem Stadtteil sind der Universalsportverein Eintracht Plaggenburg und der Boßelverein Plaggenburg beheimatet.